# Bottinoíta
La bottinoíta es un mineral, hidróxido de antimonio y níquel hidratado. Fue caracterizado como una especie nueva en 1992, a partir de ejemplares obtenidos en la mina de Bottino,  Stazzema, provincia de Lucca, Toscana (Italia), que consecuentemente es su localidad tipo, y de la que recibió el nombre. 

## Propiedades físicas y químicas
La bottinoita aparece generalmente como agregados de microcristales tabulares de contorno aproximadamente hexagonal, más o menos curvados, asociados entre sí de forma subparalela. Es de color azul pálido, a veces ligeramente verdoso. Es un mineral secundario, formado por oxidación de la ullmannita. El contenido de agua es variable según los ejemplares que se analicen.

## Yacimientos
La bottinoita es un mineral bastante raro, conocido en poco más de una docena de yacimientos en todo el mundo. Además de la localidad tipo, se encuentran ejemplares muy notables en la mina Dörnberg, en  Ramsbeck,  Arnsberg,  Renania del Norte-Westfalia (Alemania). En España aparecen ejemplares notables en la mina Nueva Virginia, Lanzuela, (Teruel).En este yacimiento, además de los cristales de bottinoita de la forma típica se encuentra también como pseudomorfosis de microcristales de ullmannita